# Charles Chapman Grafton

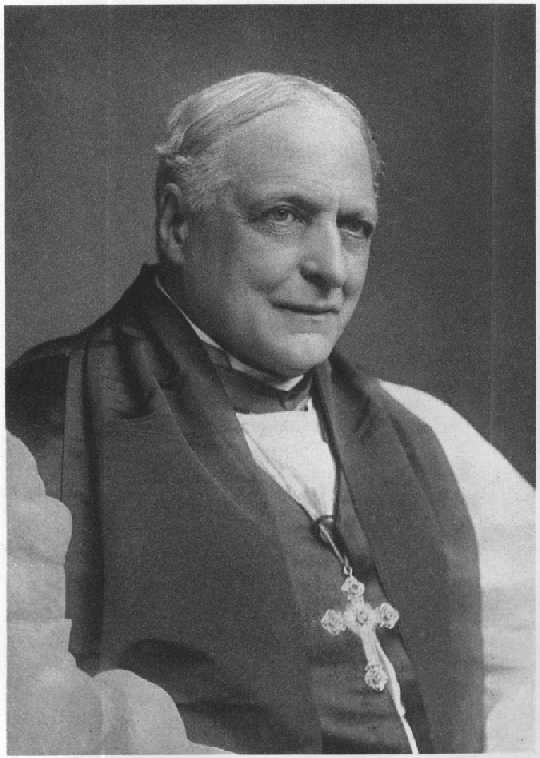

Charles Chapman Grafton (* 12. April 1830; † 30. August 1912) war der zweite Bischof der Episcopal Diocese of Fond du Lac der Episkopalkirche der Vereinigten Staaten von Amerika in Wisconsin, Vereinigte Staaten.

## Leben

### Jugend und Ausbildung
Grafton wurde am 12. April 1830 in Boston, Massachusetts, geboren. Er wurde ein glühender Unterstützer des Oxford Movement, einer Bewegung innerhalb der High Church in der Anglikanischen Kirche, welches zum Anglokatholizismus in der Episcopal Church (ECUSA) führte.
Er graduierte 1846 an der Phillips Academy, Andover und 1853 an der Harvard University mit einem Abschluss in Rechtswissenschaft, aber er fühlte sich zum geistlichen Dienst hingezogen. Daher studierte er Theologie unter William Whittingham, Bischof von Maryland, und wurde am 23. Dezember 1855 zum Diakon ordiniert.

### Karriere
Grafton begann seine Laufbahn als Assistant in Reisterstown, Maryland. Am 30. Mai 1858 wurde er zum Priester ordiniert. Dann diente er als Curate an St. Paul’s Episcopal Church in Baltimore und als Chaplain der Deaconesses der Episcopal Diocese of Maryland.
Am Ende des Bürgerkrieges ging Grafton nach Großbritannien, wo er mit Richard Meux Benson und Simeon Wilberforce O’Neill die Society of St. John the Evangelist (SSJE, Cowley Fathers) gründete.
Später kehrte Grafton in die Staaten zurück und wurde 1872 der vierte Rector der Church of the Advent in Boston. Ein Konflikt über die Jurisdiktion mit seinem Superior in England führte zu seinem Rückzug aus der SSJE. Grafton begründete die American Congregation of Saint Benedict mit und 1888 war er Gründer der Sisterhood of the Holy Nativity, zusammen mit Mother Ruth Margaret.

### Bischofsamt
Grafton wurde am 15. Dezember 1888 in der Cathedral Church of St. Paul the Apostle in Fond du Lac, Wisconsin zum Bischof der Episcopal Diocese of Fond du Lac geweiht. Die Konsekratoren waren William E. McLaren, Bischof von Chicago; Alexander Burgess, Bischof von Quincy und George F. Seymour, Bischof von Springfield. In seiner Amtszeit bewirkte Grafton ein großes Wachstum der Episcopal Diocese of Fond du Lac. Ein großer Teil der Entwicklung wurde durch sein eigenes Vermögen geleistet, aber Grafton konnte auch viel Unterstützung durch wohlhabende Freunde an der Ostküste einwerben. Er hinterließ auch ein großes Vermächtnis an Druckwerken, Predigten und Essays.
1900 war Grafton der Hauptkonsekrator von Reginald Heber Weller als Bishop coadjutor von Fond Du Lac. Die Liturgie im Rahmen der Konsekration wurde kontrovers aufgenommen. Der Bischof der Russisch Orthodoxen Kirche von Alaska, Saint Tikhon war zugegen genauso wie Antoni Kozlowski von der Polish National Catholic Church. Grafton wurde zusammen mit den anderen Bischöfen fotografiert. Auf dem Foto war er in Cape und Mitra zu sehen (was z dieser Zeit in der Episcopal Church nicht üblich war). Das Foto wurde bekannt als „Fond du Lac Circus“.

## Verehrung

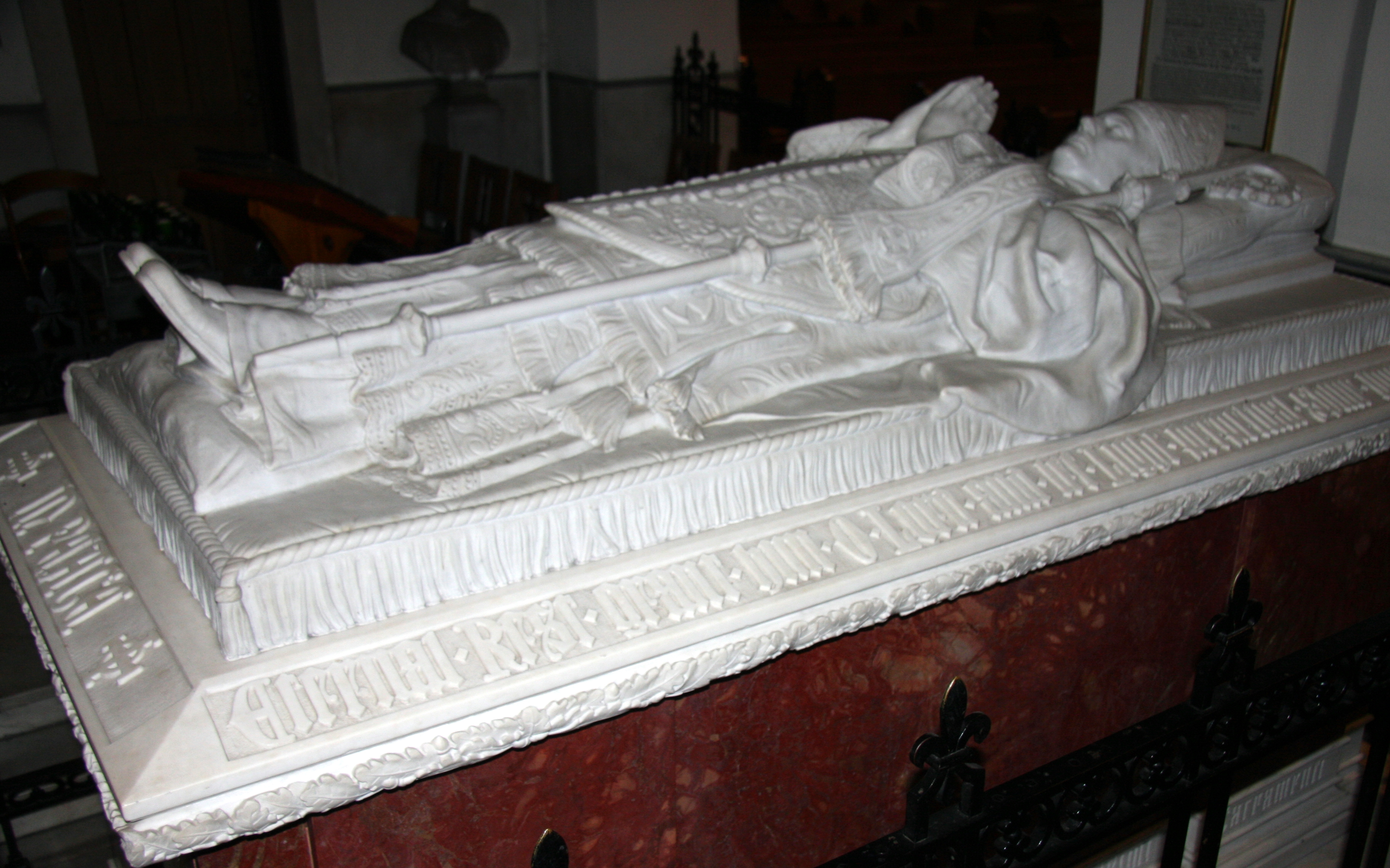
Grafton’s Grab in der Cathedral of Saint Paul the Apostle in Fond du Lac, Wisconsin.

Grafton hat einen Gedenktag im Liturgischen Kalender der Episcopal Church (USA) am 30. August.